# Diane Cilento
Diane Cilento (født 2. april 1932, død 6. oktober 2011) var en australsk skuespiller og forfatter. Hun var nomineret til en Oscar for bedste kvindelige birolle for sin præstation i filmen Tom Jones (1963). Mellem 1962 og 1973 var hun gift med skuespiller Sean Connery.

## Filmografi (udvalg)
- 1952 – Moulin Rouge
- 1959 – Jet Storm
- 1961 – Mordgåden Jason Roote
- 1963 – Tom Jones
- 1965 – Michelangelo - smerte og ekstase
- 1967 – De kaldte ham Hombre
- 1973 – Hitler's sidste 10 dage
- 1973 – The Wicker Man